# Белорусская социалистическая грамада
Белору́сская социалисти́ческая грамада́ (бел. Беларуская сацыялістычная грамада; БСГ) — левая политическая партия начала XX века, ставившая вместе с требованиями социалистических преобразований вопрос о национально-культурной автономии (позднее — собственной государственности) для белорусов. Является первой белорусской национальной политической партией.
Летом 1918 года БСГ прекратила существование.

## История
Зимой 1902 года на основе нескольких национально-культурных кружков белорусской молодёжи была создана Белорусская революционная грамада́ (бел. Беларуская рэвалюцыйная грамада). Инициаторами создания партии выступили Александр Бурбис , Вацлав Ивановский, Карусь Каганец, братья Антон и Иван Луцкевичи, Феликс Стацкевич, Алоиза Пашкевич, Франциск Умястовский.
В декабре 1903 года на I съезде партии в Вильно было принято решение о переименовании в Белорусскую социалистическую громаду, а также был принят первый вариант программы. В январе 1906 года в Минске прошёл II съезд партии. В 1907 году партия фактически прекратила активную деятельность, съезд принял решение летом 1907 года о самороспуске и кружки её сторонников сконцентрировалась на издании «Нашей нивы» — популярной легальной газеты на белорусском языке, которая выходила в Вильно до оккупации германскими войсками Вильно во время 1-й мировой войны. Они продолжали проводить культурно-просветительную работу под её руководством.
.
БСГ возобновила свою работу после Февральской революции и вела активную деятельность по созданию белорусской автономии, а позднее — собственной государственности. В сентябре 1917 года часть марксистского крыла вышла из БСГ, чтобы создать Белорусскую социал-демократическую рабочую партию. 14-25 октября 1917 года в Минске прошёл III съезд партии, на котором наметились серьёзные разногласия между различными группами в партии. В 1917–1918 годах от БСГ откололись три самостоятельных партии — Белорусская партия социалистов-революционеров, Белорусская партия социалистов-федералистов и Белорусская социал-демократическая партия.
Летом 1918 года БСГ прекратила существование.
Большую роль в БСГ играли представители белорусских землячеств в Москве, Санкт-Петербурге, Саратове, Украине, на фронтах Первой мировой войны.

## Программа и социальный состав
Окончательно партия оформилась на I съезде, состоявшимся в декабре 1903 года в Вильне. Согласно Большой советской энциклопедии, в качестве своей программы БСГ позаимствовала программу Польской социалистической партии, дополнив её требованием национально-краевой автономии с сеймом в Вильне. В 1918 году многие члены партии поддержали провозглашение Белорусской Народной Республики, а сама БСГ играла большую роль в процессе её создания.
Также партия выступала за муниципализацию земли и принятие рабочего законодательства. БСГ также полагала, что для достижения ближайшей цели — свержения самодержавия — следует действовать совместно с другими левыми силами Российской империи.
Членами партии были преимущественно представители интеллигенции, крестьянства и сельскохозяйственных рабочих. БСГ отрицала существование классовой борьбы внутри белорусов, признавая её важность в целом.